# Metallochlora circumscripta
Metallochlora circumscripta är en fjärilsart som beskrevs av W. Warren 1904. Metallochlora circumscripta ingår i släktet Metallochlora och familjen mätare. Inga underarter finns listade i Catalogue of Life.